# 石田真彦
石田真彦（日语：／ Ishida Naohiko，1967年8月9日—），日本男子残奥冰球运动员。他曾代表日本参加1998年、2002年、2006年和2010年冬季残疾人奥林匹克运动会冰橇冰球比赛，其中2010年冬季残奥会获得一枚银牌。